# Wspólnota administracyjna Oberes Geratal
Wspólnota administracyjna Oberes Geratal (niem. Verwaltungsgemeinschaft Oberes Geratal) – dawna wspólnota administracyjna w Niemczech, w kraju związkowym Turyngia, w powiecie Ilm. Siedziba wspólnoty znajdowała się w miejscowości Gräfenroda. Powstała 14 lipca 1993.
Wspólnota administracyjna zrzeszała siedem gmin, w tym jedną gminę miejską (Stadt) oraz sześć gmin wiejskich:
1. Frankenhain
2. Gehlberg
3. Geschwenda
4. Gossel
5. Gräfenroda
6. Liebenstein
7. Plaue, miasto

1 stycznia 2019 wspólnota została zlikwidowana. Gminy Frankenhain, Geschwenda, Gossel, Gräfenroda, Liebenstein oraz gmina Geraberg ze wspólnoty administracyjnej Geratal utworzyły nową gminę (Landgemeinde) Geratal. Gmina Gehlberg została przyłączona do miasta Suhl. Miasto Plaue przyłączono do wspólnoty administracyjnej Geratal, której nazwę zmieniono na Geratal/Plaue.